# Pelléas et Mélisande (opera)
Pelléas et Mélisande è un'opera lirica di Claude Debussy, scritta fra il 1893 e il 1902 e messa in scena per la prima volta al Théâtre national de l'Opéra-Comique di Parigi il 30 aprile 1902; la direzione orchestrale fu di André Messager, interpreti Mary Garden, Jean-Alexis Périer e Hector Dufrane; le scene in stile preraffaellita furono opera di Lucien Jusseaume e Eugène Ronsin. Il libretto è tratto dall'omonimo dramma simbolista di Maurice Maeterlinck.

## Storia
Debussy assistette il 17 maggio 1893 a una rappresentazione del Pelléas et Mélisande di Maeterlinck al Théâtre des Bouffes-Parisiens; da allora il compositore pensò di scrivere la musica per un'opera lirica basata su quel testo. Come egli stesso disse, il dramma di Pelléas, per la sua umanità e per l'atmosfera, si adattava perfettamente all'idea di teatro musicale che egli aveva in mente.
Debussy incaricò il poeta Henri de Régnier di chiedere, col dovuto tatto, a Maeterlinck l'autorizzazione a musicare il Pelléas; la risposta fu calorosamente positiva, addirittura lo scrittore ringraziò il musicista per quello che avrebbe potuto scrivere. Il compositore iniziò a lavorare alla partitura verso la fine dell'anno e contemporaneamente si trasferì in Rue Gustave Doré in un appartamento provvisto di una stanza luminosa e silenziosa che gli permetteva di comporre con assoluta tranquillità. Qui il musicista visse in un isolamento pressoché totale per diversi mesi componendo il Pelléas, incontrando solo di tanto in tando gli amici per far loro ascoltare al pianoforte i progressi fatti. Il 31 maggio 1894 il poeta Pierre Louÿs, amico del musicista, organizzò una serata durante la quale Debussy suonò il primo atto dell'opera.
Contemporaneamente alla stesura del Pelléas, Debussy lavorò anche ad altre opere e terminò il Prélude à l'après-midi d'un faune. Nel 1895 egli completò la partitura dell'opera che sarà però ancora più volte modificata e rifinita prima della versione definitiva. Alla fine dell'anno Debussy cercò di far rappresentare la sua opera, ma per disaccordi con Materlinck sulla scelta del teatro, il progetto non andò oltre.
Nel mese di maggio 1898 si aprì finalmente la possibilità di rappresentare il Pelléas all'Opéra Comique, ma rimase ancora tutto in sospeso ancora per parecchio tempo, fino al 1901 quando Albert Carré, direttore del Teatro, confermò la rappresentazione per la stagione successiva. Debussy iniziò le prove il 13 gennaio 1902 tra mille difficoltà, per problemi di copiatura delle parti, per incomprensioni con lo scenografo, per l'ostilità degli orchestrali e soprattutto con Maeterlinck. Lo scrittore avrebbe voluto che il ruolo di Mélisande fosse dato a Georgette Leblanc, sua compagna. Debussy però non la apprezzava come cantante e non la ritenne adatta alla parte. Maeterlinck, offeso, scrisse allora una lettera aperta a Le Figaro contro il musicista e si dichiarò estraneo al progetto, augurandone il fallimento. 
Il direttore del teatro aveva già pensato fin dal dicembre 1901 di affidare la parte alla cantante scozzese Mary Garden e le affidò quindi il ruolo; la prova generale del 28 aprile si svolse in maniera piuttosto movimentata; un programma fatto circolare all'ingresso descriveva l'opera in chiave parodistica e denigratoria e il pubblico, predisposto a divertirsi, si lasciò andare a scherzi, battute e fischi. La prima ufficiale del 30 aprile risultò invece abbastanza tranquilla, anche se si formarono due partiti opposti; i sostenitori di Debussy, fra cui Maurice Ravel, riuscirono a far tacere gli altri, di fede wagneriana, contrari all'innovazione musicale dell'autore. Il pubblico mantenne poi un contegno dignitoso e la rappresentazione terminò con un discreto successo. Nelle serate successive il consenso andò man mano aumentando e alle ultime repliche il pubblico faceva la coda per entrare a teatro.

## Le reazioni critiche
Debussy alle prime delle sue opere aveva finora riscontrato solo indifferenza, ora, con Pelléas et Mélisande, attira o critiche ostili o elogi, comunque sempre giudizi mirati e precisi.
Una delle critiche più feroci fu quella di Camille Bellaigue che definì l'opera "costantemente insopportabile"  dove "l'orchestra è stridula e aspra, fa un po' di rumore, ma un rumore di poco conto" e dicendo che "un'arte simile è malsana e nefasta". Arthur Pougin ritenne che canto, tonalità e ritmo fossero cose sconosciute per Debussy, che scriveva musica vaga, fluttuante,  senza movimento e senza vita.
Alcune critiche furono però più favorevoli alla composizione di Debussy. Il critico Adolphe Jullien scrisse che l'opera inizialmente aveva sorpreso gli spettatori, ma poco per volta, col procedere della rappresentazione, il musicista riuscì ad attirare l'attenzione e alla fine nessuno manifestò contro di lui. Il giornalista André Corneau scrisse che Pelléas era finalmente un'opera dove non c'era nessuna imitazione, né di Wagner né di Gounod, e che per la sua originalità aveva per forza di cose scatenato opposizioni.
Jean Marnold definì Pelléas un'opera di un virtuosismo abbagliante dove l'autore utilizza combinazioni insolite con una sicurezza magistrale. Anche il compositore Vincent d'Indy, che era presente alla prima, ammise sulla rivista L'occident che seppure l'opera presentasse una parte musicale quasi secondaria rispetto al testo, questa metteva tuttavia talmente in risalto il linguaggio da svelarne ogni significato e le onde musicali magnificavano l'espressione.

## Trama
- Atto primo

Scena 1: Una foresta nel regno di Allemonde.

Golaud, nipote di Arkël, re di Allemonde, vagando nella foresta, vede nei pressi di una fontana una fanciulla, la avvicina  e lei gli racconta di chiamarsi Mélisande, di essere fuggita da un paese lontano e di non ricordare più nulla del proprio passato. Golaud invita la giovane a seguirlo al castello e lei lo segue come incantanta.
Scena 2: In una stanza del castello.

Golaud ha sposato Mélisande, ma teme il parere contrario del re; con una lettera egli chiede a Pelléas, suo fratellastro, di intercedere presso Arkël. Il sovrano concede infine il suo consenso che viene comunicato da Pelléas con l'accensione di una fiaccola sulla torre del castello.
Scena 3: Mélisande è malinconica e si confida con la madre di Golaud, Geneviève, che, per distrarla, la invita ad accompagnare Pelléas a vegliare il giovane Yniold, il figlio che Golaud ha avuto da un precedente matrimonio.
- Atto secondo

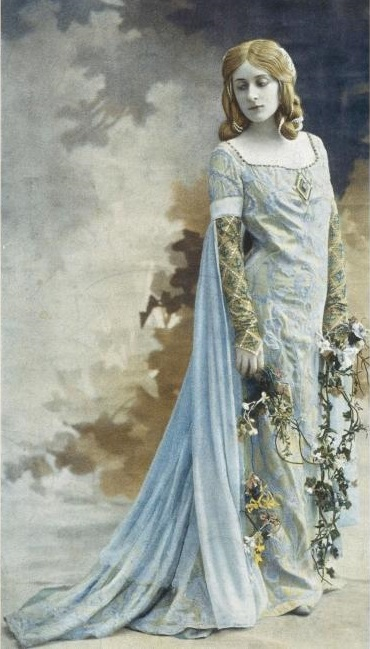
Mary Garden nella parte di Mélisande

Scena 1: Una fontana nel parco del castello.

Pelléas e Mélisande si incontrano nei pressi di una fontana e qui la giovane rievoca il suo incontro con Golaud, ormai suo marito. Mélisande, sfiorando l'acqua con la mano lascia inavvertitamente cadere l'anello nuziale; l'acqua è profonda e l'anello è perduto.
Scena 2: Cadendo da cavallo Golaud si è ferito e viene assistito da Mélisande che scoppia a piangere. Quando Golaud si accorge che al dito della moglie manca l'anello ne chiede spiegazione. Mélisande racconta di averlo perduto sulla riva del mare, in una grotta, mentre cercava conchiglie per Yniold; acconsente quindi di andarlo a cercare facendosi accompagnare, poiché è notte, da Pelléas.
Scena 3: Pelléas e Mélisande giungono davanti alla grotta e la giovane entra per poterla poi descrivere a Golaud. Alla luce della luna si scorgono all'interno tre mendicanti addormentati. Sconvolta e impressionata Mélisande fugge, subito seguita da Pelléas.
- Atto terzo

Scena 1: A una finestra del castello Mélisande pettina i suoi lunghi capelli biondi quando giunge Pelléas che le chiede di baciarle la mano poiché a breve dovrà partire; sporgendosi la giovane fa cadere la sua lunga chioma su Pelléas che la afferra e la bacia. Golaud li sorprende e li rimprovera allontanandosi poi inquieto e turbato.
Scena 2: Nei sotterranei del castello Golaud mostra al fratellastro uno stagno cupo e misterioso; mentre si sporge per osservarlo, Pelléas rischia di cadere, ma viene sorretto e salvato da Golaud.
Scena 3: Mélisande aspetta un figlio e il marito avverte Pelléas di non turbare la giovane poiché anche le minime emozioni potrebbero nuocerle.
Scena 4: La gelosia si sta insinuando nell'animo di Golaud; egli interroga il piccolo Yniold per sapere la verità e scopre così che Pelléas e Mélisande stanno spesso insieme. Sollevando il figlio davanti alla finestra lo obbliga a dirgli che cosa stanno facendo i due giovani; i due sono insieme nella stanza di Mélisande in silenzio con gli sguardi trasognati.
- Atto quarto

Scena 1: Prima di partire Pelléas chiede a Mélisande di rivederla per l'ultima volta presso la fontana. Poco dopo la giovane incontra Arkël e Golaud; convinto della sua infedeltà, Golaud interroga la moglie bruscamente e, non avendo risposta, la afferra per i capelli e la trascina per terra. Il re accorre in suo aiuto e riesce a calmare Golaud.
Scena 2: Alla fontana del parco Pelléas incontra Mélisande e le rivela il suo amore; i due giovani si abbracciano, ma vengono sorpresi da Golaud che ha una spada sguainata; egli si avventa su Pelléas e lo uccide, quindi ferisce anche Mélisande.
- Atto quinto

Mélisande, in fin di vita, è nella sua stanza e ha dato alla luce una bambina. Golaud, al suo capezzale, le chiede perdono, ma vuole sapere se lei ha amato Pelléas. La giovane chiede di vedere la sua bambina e dopo poco si spegne. Il re e Golaud escono in silenzio dalla stanza.

## Analisi
Debussy aveva frequentato assiduamente gli ambienti letterari parigini e divenne amico di poeti come Pierre Louÿs  e Stéphane Mallarmé, entrando a far parte di quel circolo simbolista e impressionista da cui prese le mosse la partitura del Pelléas, opera che ne rappresenta pienamente il pensiero e l'estetica con la sua musica raffinata, misteriosa, fluente ed evanescente.
La lunga gestazione del Pelléas et Mélisande, durata quasi dieci anni, ha diverse motivazioni. In primo luogo la difficoltà nel comporre che aveva sempre caratterizzato Debussy e che gli fece lasciare molte opere incompiute. La pressione dell'ambiente teatrale e musicale che gli chiedeva nuovi lavori contrastava con la sua sensibilità di artista che spesso aveva altri ideali. Il testo di Maeterlinck gli aveva però suggerito un universo particolare che si avvicinava sensibilmente alle sue aspirazioni. Debussy, infatti, lavorando e cesellando la sua composizione, era arrivato a sentirla talmente sua da avere un grande ritegno dal farla ascoltare  al grande pubblico, temendo che questo non fosse in grado di comprenderne la bellezza; non solo, anche quando l'opera era praticamente terminata, ritardò il più possibile la pubblicazione, quasi per non separarsene, fino a quando, per cruda necessità finanziaria, non poté fare altrimenti. 
La difficoltà nel portare avanti la partitura era anche dovuta alla paura del musicista di realizzare un lavoro troppo vicino alle opere wagneriane. Debussy aveva preso le distanze dalla musica di Wagner da parecchio tempo, anche se, forse inconsciamente, ammirava le opere del compositore tedesco, pur non volendolo ammettere. Nel comporre la sua opera comunque Debussy fa dire al suo alter ego Monsieur Croche: "l'autore di Pelléas et Mélisande ha dunque voluto reagire contro l'influenza di Wagner che giudica nefasta; essa crea imbarazzo e nuoce alla musica".
Pelléas et Mélisande si discosta dalle opere wagneriane per avere un testo in prosa e non in versi e di conseguenza la musica ha dovuto essere in altro modo calibrata nelle parti cantate. Completamente diverso è poi l'utilizzo del leitmotiv. A differenza di Wagner, Debussy non affida un motivo caratterizzante a ciascun personaggio, ma modula la melodia di ognuno a seconda dei suoi sentimenti, di volta in volta riflettendo uno stato d'animo particolare.
Il musicista mantenne pressoché intatto il dramma di Maeterlinck, togliendo solo alcune brevi parti per motivazioni sceniche e di durata; questa scelta determinò un nuovo modo di legare il testo alla musica, superando la contrapposizione classica tra recitativo e aria. La vocalità in Debussy è infatti totalmente nuova, niente di più lontano dal canto spiegato; essa si manifesta qui in accenni a tratti sussurrati e si presenta con aspetti sfaccettati fatti di brevi incisi di declamato lirico. Questo modo di utilizzare la vocalità si basa essenzialmente su due elementi di particolare efficacia: la ripetizione di alcune note e il silenzio; questo secondo espediente è caratteristico della figura di Mélisande, in particolare nel primo atto dove i suoi numerosi silenzi accentuano l'effetto drammatico della partitura; anche la linea del canto, legata alla reiterazione di note, con rari allontanamenti verso note più acute, crea un effetto vicino al parlare quotidiano, anche nei momenti più intensi e tragici dell'opera. È sempre comunque l'orchestra ad assumersi il compito di legare le brevi parti del testo cantato dando risalto, con una sapiente strumentazione, ai personaggi evanescenti dell'opera.
Al pathos magniloquente di tante opere precedenti Debussy sostituisce un linguaggio fatto di accenni, di pianissimo dove la melodia è come contratta e a volte costituita da solo tre note; gli accordi non sono mai risolti e si avvicinano a dissonanze mai sviluppate in consonanze. Questa  nuova armonia segue solo l'ispirazione di volta in volta mutevole de musicista e si lega all'atmosfera raffinata, misteriosa e fuori dal tempo della vicenda.

## Successive interpretazioni
L'allestimento del Pelléas del 1902 fu utilizzato nelle rappresentazioni fino al 1927. Da allora l'opera è stata realizzata numerose volte dai più importanti teatri in tutto il mondo. Arturo Toscanini ebbe il merito di voler rappresentare il Pelléas in Italia al Teatro alla Scala il 12 aprile 1908 con la sua direzione orchestrale.
Moltissimi altri direttori si cimentarono con la partitura di Debussy; Messager, che fu il primo direttore dell'opera, dopo quattro repliche lasciò il posto a Henri Büsser; dopo li lui vi furono Désiré-Émile Inghelbrecht, Albert Wolff e Roger Désormière che, con l'Orchestre de la Societé des Concerts du Conservatoire de Paris, realizzò nel 1942 una delle prime incisioni discografiche del capolavoro di Debussy. Ernest Ansermet diresse l'opera nel 1951 con l'Orchestre de la Suisse Romande, André Cluytens nel 1956 la ripropose con l'Orchestre national de France.
Altri celebri interpreti furono Victor de Sabata nel 1949 e nel 1953, Lorin Maazel nel 1969 con il Coro e Orchestra Sinfonica di Roma della RAI, Pierre Boulez che nel 1969 al Covent Garden di Londra propose un'importante rilettura dell'opera, Georges Prêtre nel 1973, Herbert von Karajan nel 1978 con i Berliner Philharmoniker e Claudio Abbado nel 1986 al Teatro alla Scala.

## Organico orchestrale
Tre flauti, due oboi, corno inglese, due clarinetti, tre fagotti, quattro corni, due trombe, tre tromboni, basso tuba, timpani, archi.

## Discografia (parziale)
- Pelléas et Mélisande, Dutoit/Henry/Alliot-Lugaz - Decca
- Pelléas et Mélisande, Abbado/Ewing/Le Roux/van Dam - Deutsche Grammophon

## DVD (parziale)
- Pelléas et Mélisande, Boulez/Archer/Hagley/Maxwell, regia Peter Stein - 1992 Deutsche Grammophon
- Pelleas et Melisande (Zurich Opera, 2004) - Rodney Gilfry/Isabel Rey/László Polgár (basso)/Franz Welser-Möst, Arthaus Musik/Naxos
- Pelléas et Mélisande (Aalto Theatre, 2012) - Arthaus Musik/Naxos